# Кудряшов Володимир Сидорович
Володи́мир Си́дорович Кудряшо́в (8 (21) серпня 1909 — 15.07.1942) — залізничник. У роки Другої світової війни — партизан. Герой Радянського Союзу (1945, посмертно).

## Біографія
Народився 21 жовтня 1909 року в Києві. З 1926 року працював на Київському паровозовагоноремонтному заводі. Від жовтня 1941 року — член підпільного міськкому КП(б)У. Один з керівників партійного підпілля у Києві під час німецько-радянської війни, з весни 1942 року — керівник штабу диверсійної та підривної роботи Київського підпільного міськкому КП(б)У. Відповідав за організацію диверсійних акцій на промислових об'єктах міста, очолив штаб підготовки бойових резервів для партизанських загонів Київщини, організував підпільну друкарню.
Від травня 1942 року командир міського партизанського загону, що готувався для бойових дій в районах Київської, Житомирської областей, в Західній Білорусі. Заарештований гестапо і страчений у Києві.
Деякий час Володимиру і його групі помилково приписували вбивство композитора Дмитра Ревуцького, скоєне невідомими особами під час окупації Києва,.

## Вшанування пам'яті
На території професійно-технічного училища № 17 (тепер Київський професійний коледж залізничного транспорту імені В. С. Кудряшова) по вулиці Архітектора Кобелєва № 1/5 встановлено бронзове погруддя Володимиру Кудряшову (на місці погруддя імператору Олександру III), на фасаді будинку на вулиці Січеславській № 2-а — меморіальну дошку. 
Художник Давид Зельманович Шостак у 1964—1965 роках написав картину «У київському підпіллі» з зображенням Володимира Кудряшова.
На його честь були або й досі названі кілька вулиць в різних містах. У 1965—2020 роках його ім'я носила бібліотека імені В. Нестайка для дітей по вулиці Солом'янській, 33.

## Пам'ятники та меморіальні дошки

Пам'ятник (вул. Архітектора Кобелєва, 1/5)
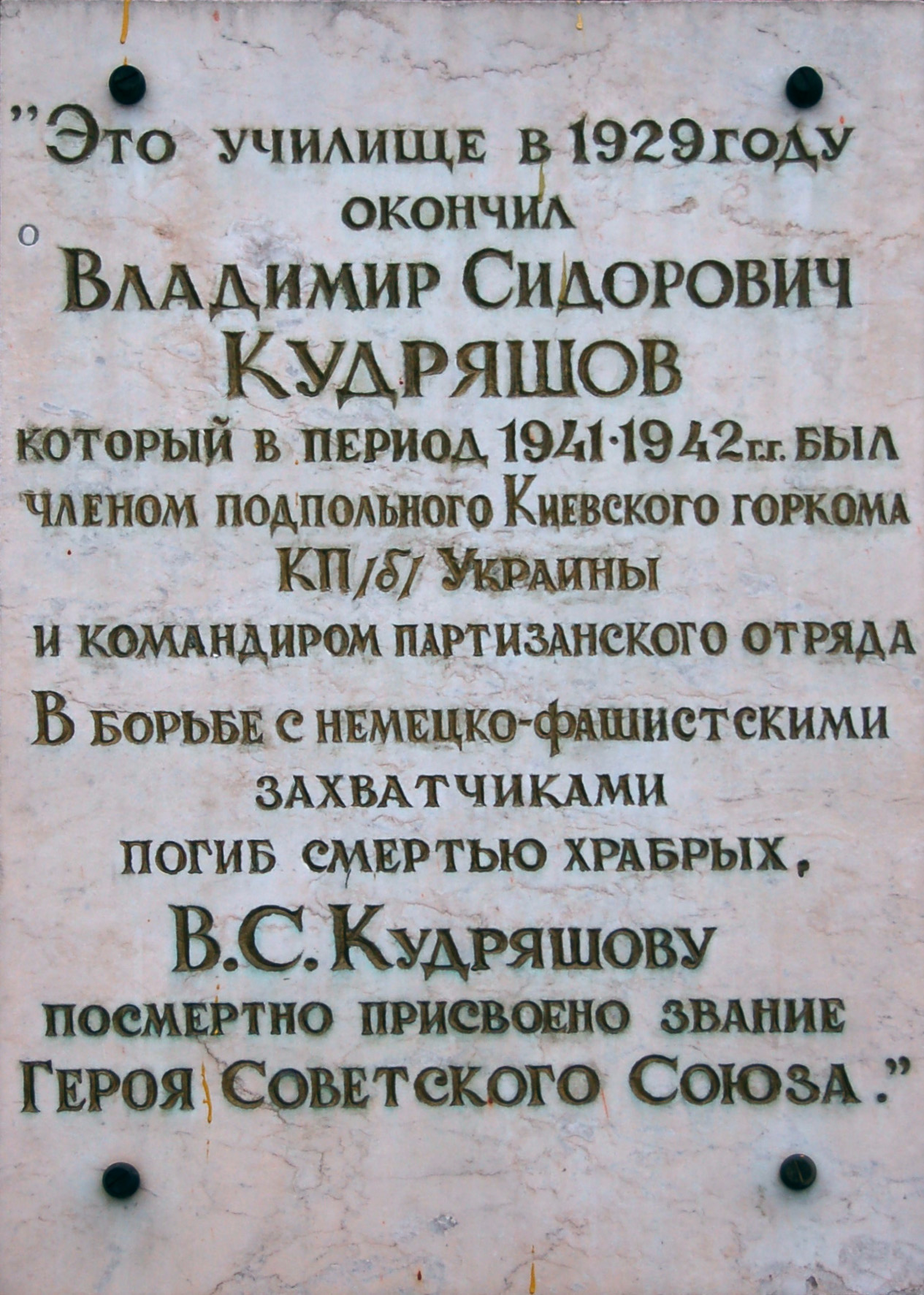
Меморіальна дошка (вул. Архітектора Кобелєва,  № 1/5)
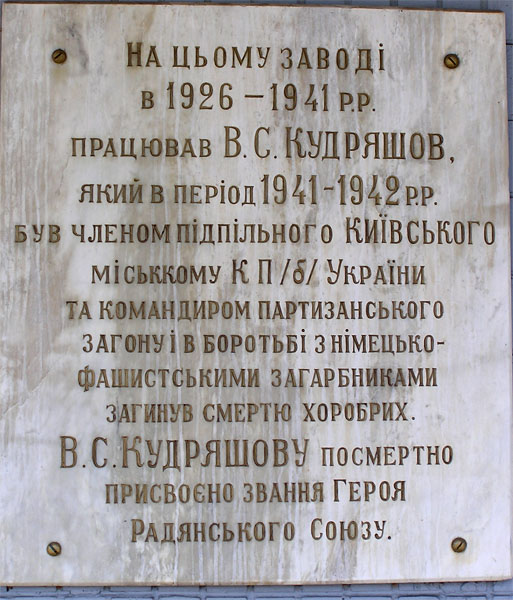
Меморіальна дошка (вул. Січеславська,  № 2а)